# Крапивня (Новоград-Волынский район)
Крапивня (укр. Кропивня) — село на Украине, основано в 1650 году, находится в Новоград-Волынском районе Житомирской области.
Население по переписи 2001 года составляет 436 человек. Почтовый индекс — 11773. Телефонный код — 4141. Занимает площадь 2,488 км².

## Адрес местного совета
11772, Житомирская область, Новоград-Волынский р-н, с. Романовка

## Известные уроженцы
- Левчишин, Сергей Николаевич (1965—1984? [1985?]) — вероятный участник восстания советских военопленных в лагере Бадабер в 1985 году[1].